# Idiocythere
Idiocythere is een geslacht van kreeftachtigen uit de klasse van de Ostracoda (mosselkreeftjes).

## Soorten
- Idiocythere (Herrigocythere) replicata (Herrig, 1965) Gruendel, 1973 †
- Idiocythere (Idiocythere) lutetiana Triebel, 1958 †
- Idiocythere aquitanica Deltel, 1963 †
- Idiocythere cautes Jellinek, 1993
- Idiocythere donzei Weaver, 1982 †
- Idiocythere ghaniensis Khan, 1970 †
- Idiocythere lutetiana Triebel, 1958 †
- Idiocythere nunkeria McKenzie, Reyment & Reyment, 1993 †
- Idiocythere thalassea McKenzie, Reyment & Reyment, 1991 †
- Idiocythere washingtonensis (Swain, 1952) Hazel, Mumma & Huff, 1980 †